# Francesco Primaticcio
Francesco Primaticcio (Bologna, 1504. április 30. – Fontainebleau, Párizs mellett, 1570. )  itáliai festő, szobrász és építész a reneszánsz és a manierista stílus határán és a fontainebleau-i iskola egyik társalapítója.

## Életútja
Pályája kezdetén Innocenzo da Imola és Bagnacavallónál tanult festeni, majd 1526-tól Mantovában tanult Giulio Romano műhelyében, itt alapos jártasságot szerzett a stukkóművészetben és a dekoratív festészetben. 1532-ben I. Ferenc francia király a fontainebleau-i kastély díszítésére Franciaországba hívta, ott Rosso Fiorentino halála után annak utóda lett. 
1540-től immár ő felügyelte a kastély  festészeti, szobrászati és építészeti munkálatait, alapanyagokért gyakran járt Itáliába. A kastély nagyon gazdag, nagyon előkelő és visszafogott pompáját vitte tovább (1540-1570), nem csoda, hogy legtöbb francia királynak ez volt a legkedvesebb kastélya.
Eredetileg Fiorentino, Primaticcio és Niccolò dell’Abbate voltak a fontainebleau-i iskola fejei, a francia dekoratív művészet fejlődésében nagy szerepük volt a 16. században. Primaticcio eredeti munkáit nem ismerjük, mert azok megsemmisültek. Guise herceg palotájának kápolnáját díszítette Primaticcio A napkeleti bölcsek imádása című freskója, ez sem maradt fenn.
Legkorábbi munkáiból Fontainebleau-ban, a király szobája (1533-35) sem maradt meg, az Ulysses-galéria Odüsszeia-képeit van Thulden metszetei őrizték meg. Legjobb állapotban maradt fenn részben tanítványai segítségével készített Henri II., vagy bálterem fal- és mennyezetdíszítése (Bacchus és kísérete, Peleus és Thetis lakodalma, Vuleanus műhelye, Apollo stb.). 
Nyurga, kacér, előkelő aktjai egy új klasszicista felfogásnak lettek kiindulópontjai a francia festészetben és szobrászatban.
Készített ünnepi díszítéseket, gobelin- és síremlékterveket is.

## Képeiből

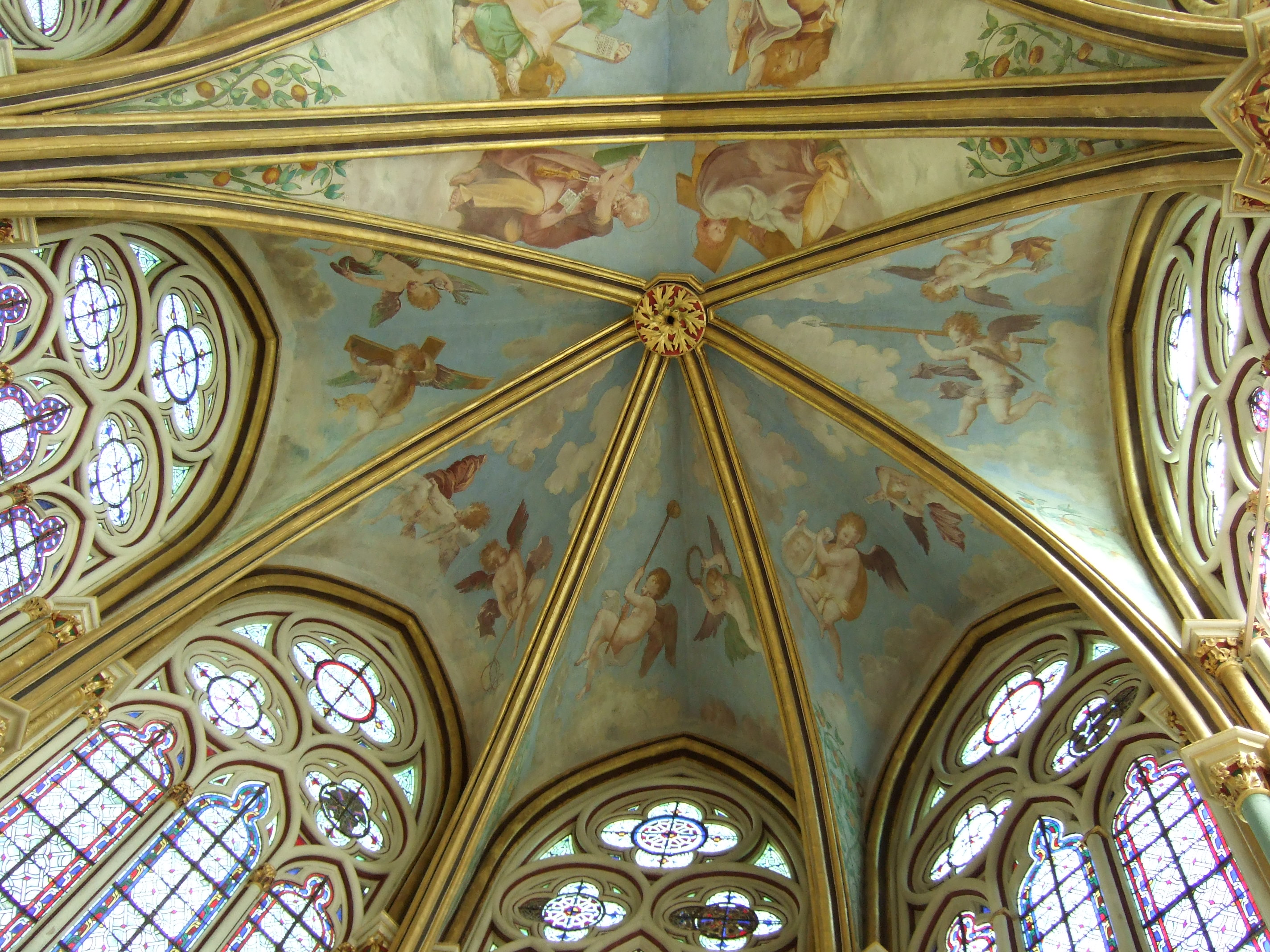
Freskó az apátság kápolnájában (részlet, Abbaye de Chaalis)
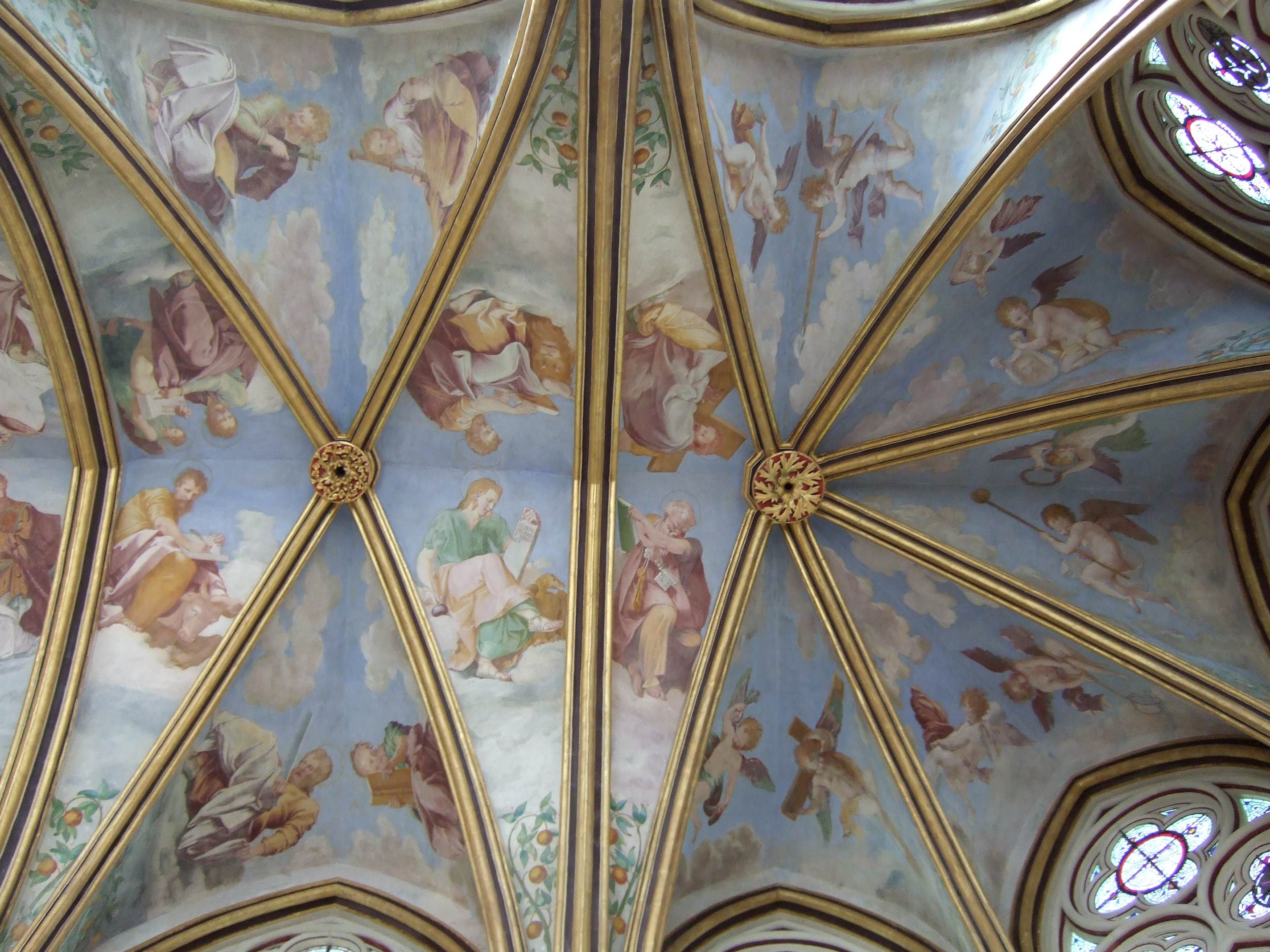
Freskó az apátság kápolnájában (részlet, Abbaye de Chaalis)
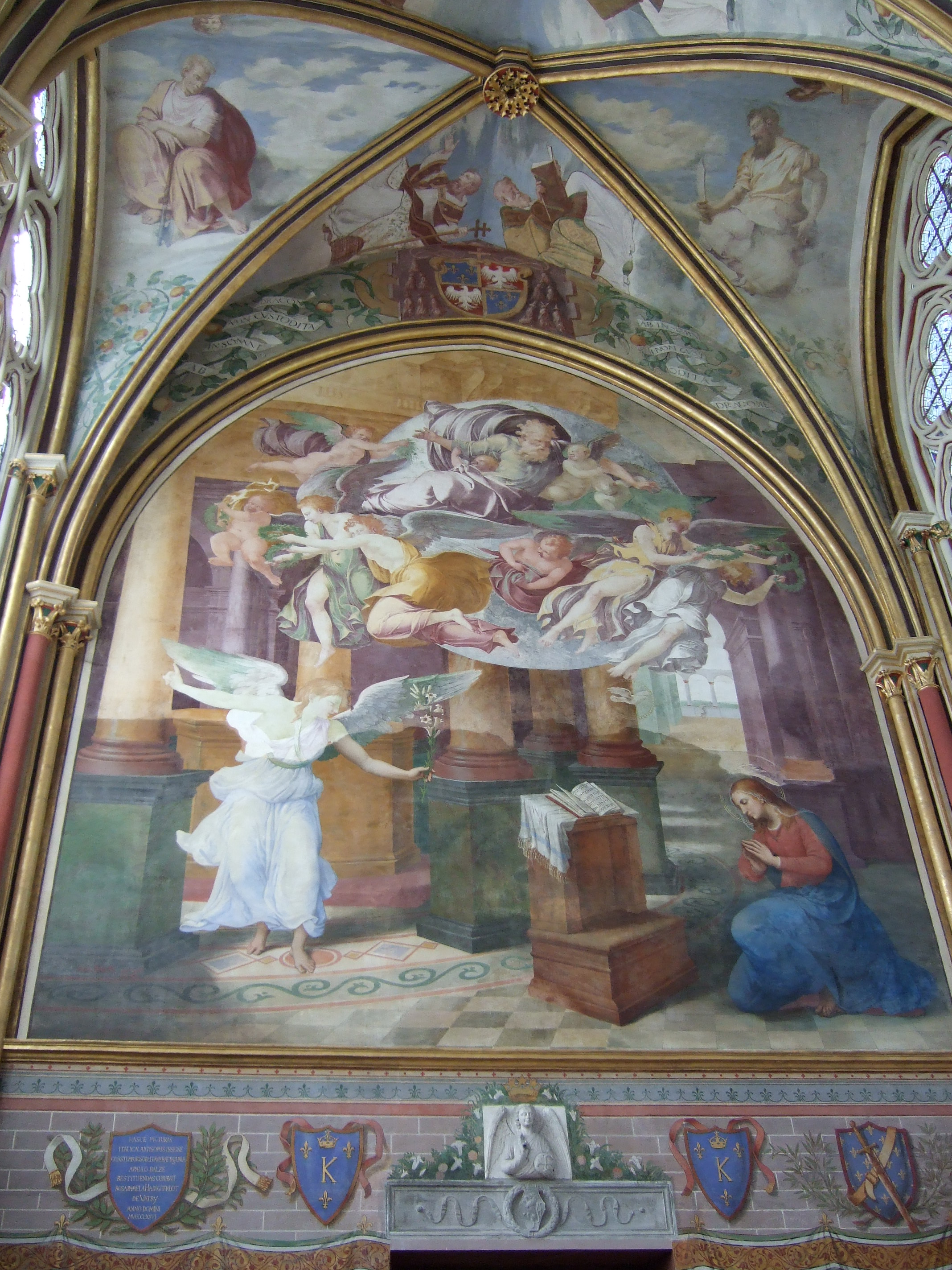
Freskó az apátság kápolnájában (részlet, Abbaye de Chaalis)
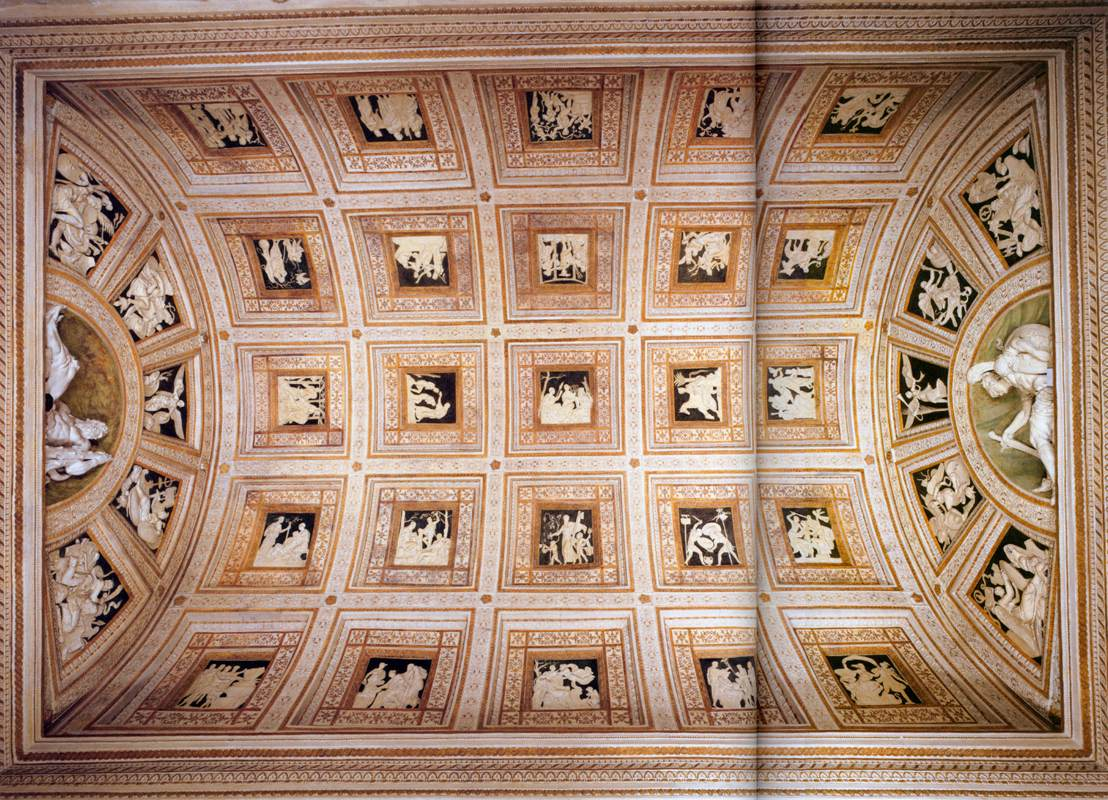
Mennyezeti dekoráció
Ovális freskó
Helena elrablása
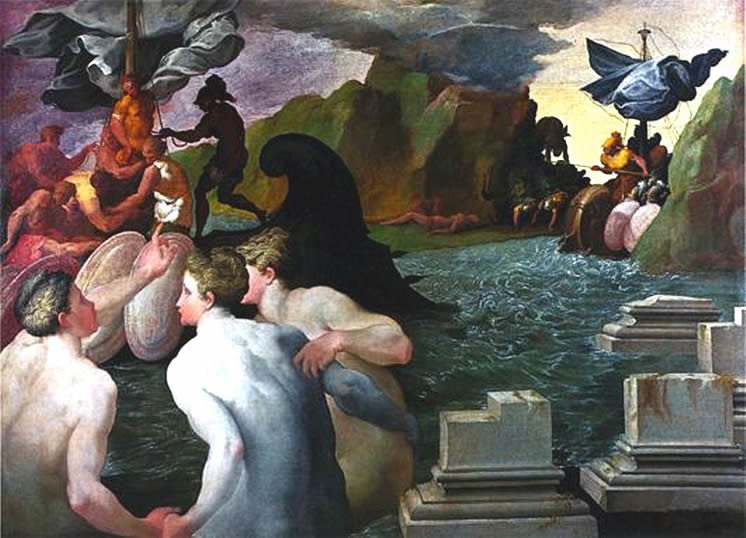
A szirének és Odüsszeusz
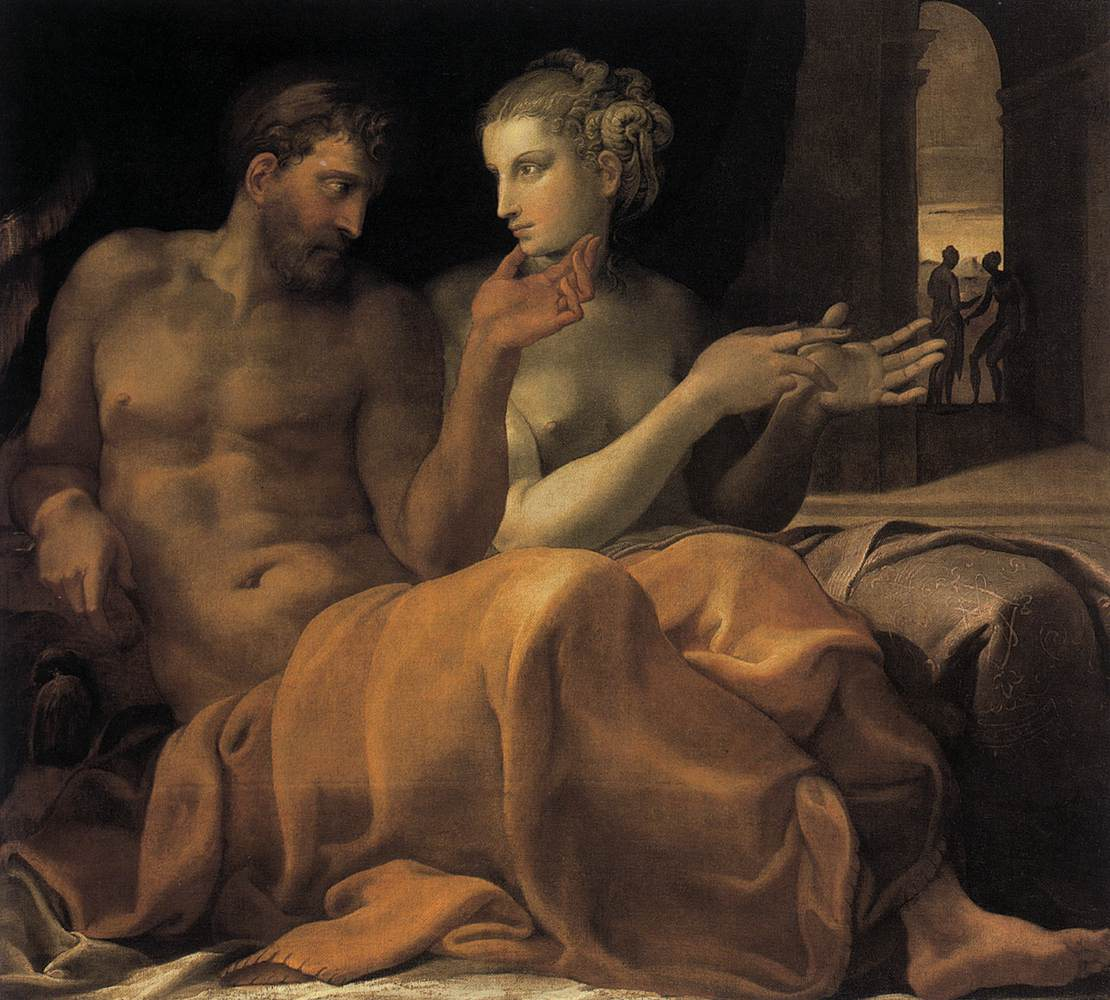
Odüsszeusz és Penelopé